# Aronia Wilson Tambo
Aronia Wilson Tambo (Pozas de Arvizu, Sonora, 1 de julio de 1959-Pozas de Arvizu, 9 de enero de 2024) fue una defensora indígena, artesana y gobernadora tradicional mexicana que luchó por la preservación, conservación y difusión de la lengua, cultura y derechos políticos del pueblo Cucapah.

## Biografía
Aronia Wilson fue una integrante de la etnia cucapah que participó activamente en el ámbito político y social de su comunidad, considerada una de las líderes indígenas más reconocidas en San Luis Río Colorado.
Fue hija de Enrique Wilson Michel, un cucapah originario de Arizona, Estados Unidos, y de la señora Juana Tambo León quien perteneció a la tribu cucapah de Baja California, ambos de un prominente linaje cuyo apelativo compuesto expresa el histórico carácter binacional de este grupo: Wilson-Tambo. Su hermano Nicolás Wilson Tambo también es un reconocido dirigente.
Aronia era artesana, confeccionó pulseras, collares, aretes, broches para el cabello preservando su estilo prehispánico, al mismo tiempo que empezó a elaborar trajes típicos representativos de su comunidad hechos con popelina y algodón a los cuales colocaba listones de colores para que mujeres y hombres los vistieran en ocasiones especiales. También elaboraba el famoso pectoral con chaquira, que utilizaban las mujeres.
Desde 2011 era la responsable del Centro Cultural Cucapá Sipa y Komat.
En 2012 se convirtió en la primera mujer en ocupar el cargo de gobernadora tradicional, iniciando como suplente, pues asumió la dirigencia ante una enfermedad crónica de su hermano, el gobernador indígena Nicolás Wilson Tambo.
Además de que fue pionera del Festival de las Naciones Cucapah que tiene como objetivo reunir a otros miembros de la etnia distribuidos en diversas zonas.
En dos ocasiones fue regidora étnica ante el municipio de San Luis Rio Colorado en los periodos 2012-2015 y 2018-2021.
Fue una de las principales promotoras para revitalizar la cultura cucapah que buscaba preservar la lengua, impulsó los cantos y danzas tradicionales, la gastronomía y los juegos.

## Fallecimiento
El 9 de enero de 2024 a los 64 años, fue asesinada en su casa, la Fiscalía General de Justicia del Estado de Sonora inició las investigaciones correspondientes para esclarecer las circunstancias de su asesinato. Una de las hipótesis esta vinculada a su entorno personal y apunta a su círculo inmediato.